# Гістогенез
Гістогене́з (від грец. histos — тканина + грец. genesis — утворення, розвиток) — сукупність процесів, що приводять до утворення та відновлення тканин в процесі індивідуального розвитку (онтогенезу).
В утворенні певного виду тканин бере участь той чи інший зародковий листок. Наприклад, м'язова тканина розвивається з екзодерми, нервова — з ектодерми, і т. д. У ряді випадків тканини одного типу можуть мати різне походження, наприклад, епітелій шкіри має ектодермальне, а всмоктуючий кишковий епітелій — ентодермальне походження.